# Дувр-хаус
Дувр-хаус (англ. Dover House) — историческое здание в Лондоне в районе Уайтхолл. Является лондонской штаб-квартирой Министерства по делам Шотландии.

## История
Здание было построено в 1750-х годах архитектором Джеймсом Пейном. С 1788 по 1792 год принадлежало Фредерику, герцогу Йоркскому. С 1793 по 1830 дом принадлежал семье Мельбурн.
С 1830 года дом стал принадлежать барону Дувр, по имени которого дом и получил название, сохранившееся до сих пор.
В 1885 году здание было выкуплено правительством Великобритании у наследников барона Дувра. В здании разместилось Министерство по делам Шотландии (англ. Scottish office).
С передачей большей части полномочий шотландскому правительству и парламенту в Эдинбурге была открыта ещё одна штаб-квартира министерства.